# Dance on a Volcano
Dance on a Volcano (en castellano "Baila en un volcán") es la canción de apertura del álbum A Trick of the Tail, del grupo de rock progresivo inglés Genesis.
Cuando Peter Gabriel dejó Genesis en 1975, la mayoría de los seguidores del grupo pensaban que no podrían seguir sin él. Sin embargo, la banda respondió grabando A Trick of the Tail, un sólido álbum progresivo que resultó tan exitoso y perdurable como cualquiera de los mejores trabajos durante la era clásica con Gabriel.
El álbum comienza precisamente con esta canción, "Dance on a Volcano", un número épico que demuestra las habilidades de la banda para crear dinámicas cinemáticas. Las letras pintorescas le pintan al oyente el quijotesco cuadro de la actividad del título, mostrando sus peligros y emociones en cada pincelada. La música le agrega una tensión dramática a este escenario, construyendo la melodía en un ritmo rápido en aumento, llegando a la cúspide cuando Phil Collins recita la frase "mejor comienza a hacerlo bien".
La grabación de Genesis de "Dance on a Volcano" incluye todos los instrumentos clásicos con los que ya venían trabajando: guitarras de 12 cuerdas, sintetizador y melotrón. Collins se destaca por las enérgicas partes vocales que recuerdan a los trabajos más exigentes de Gabriel con la banda. Todos estos arreglos hacen de "Dance on a Volcano" una impresionante apertura para el álbum "A Trick of the Tail" y una de las canciones favoritos en los conciertos del grupo. Más importante aún, su elaborado y cuidado estilo le aseguraban a los seguidores de la banda que sus raíces progresivas permanecían prácticamente intactas.
"Dance on a Volcano" se convirtió en el número de apertura para los conciertos de la gira A Trick of the Tail en 1976. En las giras de 1977 a 1980 también estuvo, pero el final de la canción (En la grabación original, desde el momento cuando Phil Collins canta "Let the dance begin" ("Deja que el baile comience") en adelante) no fue interpretado, sino que en ese momento Phil Collins y el baterista especial para los conciertos, Chester Thompson, tocaban a dúo en la batería por unos minutos antes de interpretar "Los Endos", otra canción de A Trick of the Tail. Este medley está representado en el álbum Seconds Out. No ha sido sacada oficialmente una grabación en vivo de la canción completa con el final del álbum. Además, el comienzo de "Dance on a Volcano" sería la sección inicial del "Old Medley", un medley de casi 20 minutos compuesto de canciones de la época progresiva del grupo, interpretado durante la gira de We Can't Dance en 1992. Una grabación del "Old Medley" está disponible en The Way We Walk, Volume Two: The Longs. También hay una versión del "Old Medley" en el DVD The Way We Walk: Live in Concert.
"Bailar en un volcán" es desconocer que algo malo está por suceder. Fue utilizada como una frase para describir las clases altas Norteamericanas y Europeas luego de ser afectadas económicamente por la gran depresión. Era habitual decir "estamos bailando sobre un volcán".